# Dăești
Dăești – wieś w Rumunii, w okręgu Vâlcea, w gminie Dăești. W 2011 roku liczyła 984 mieszkańców.